# Comcast
Comcast Corporation (cunoscută simplu ca Comcast și cunoscută anterior ca American Cable Systems și Comcast Holdings, stilizată în majuscule ca COMCAST), este un conglomerat multinațional de media și telecomunicație american încorporat cu sediul în Philadelphia.
Este a patra cea mai mare companie de radioteleviziune și de televiziune prin cablu în toată lumea după venituri (după China Mobile, Verizon și AT&T). Este a treia cea mai mare companie de televiziune prin plată, a doua cea mai mare companie de televiziune prin cablu după abonați și cel mai mare furnizor de servicii internet în Statele Unite. Comcast este, de asemenea, al treilea cel mai mare furnizor de servicii de telefonie la domiciliu al națiunii. Ea oferă servicii clienților rezidențiali și comerciali în 40 de state și în Districtul Columbia. Ca proprietar al companiei internaționale de media NBCUniversal din 2011, Comcast este de asemenea un producător de filme de lung metraj pentru exhibiție teatrală și programe de televiziune, și un operator de parcuri tematice.
Comcast deține și operează segmentul și divizia de afaceri de comunicații prin cablu rezidențiale Xfinity; Comcast Business, care oferă servicii comerciale; și Xfinity Mobile, un operator de rețea mobilă virtuală (ORMV) al Verizon. Prin NBCUniversal, deține și operează, de asemenea, canale naționale de difuzare prin aer precum NBC, Telemundo, TeleXitos, și Cozi TV; multiple canale doar prin cablu precum MSNBC, CNBC, USA Network, Syfy, Oxygen, Bravo, și E!; studioul de film Universal Pictures; serviciul de streaming Peacock; studiourile de animație DreamWorks Animation, Illumination, și Universal Animation Studios; și Universal Destinations & Experiences. De asemenea, are participații semnificative în distribuția digitală precum thePlatform, pe care a achiziționat-o în 2006; și compania ad-tech FreeWheel, pe care a achiziționat-o în 2014. Din octombrie 2018, este și compania părinte a Sky Group.
Comcast a fost criticată și supusă unei examinări publice intense din mai multe motive. Evaluările sale de satisfacție a clienților au fost printre cele mai scăzute din industria cablurilor între anii 2008–2010. A încălcat practici de neutralitate a internetului în trecut și, în ciuda angajamentului său față de o definiție restrânsă a neutralității internetului, criticii susțin o definiție care exclude orice distincție între serviciile de rețea privată ale Comcast și restul internetului. Criticii subliniază, de asemenea, o lipsă de concurență în marea majoritate a zonelor de servicii ale Comcast; în special, concurența limitată între furnizorii de cablu. Având în vedere puterea sa mare de negociere ca ISP mare, unii suspectează că ar putea valorifica acorduri de peering plătite pentru a influența în mod nedrept viteza de conectare a utilizatorilor finali. Proprietatea sa atât în producție de conținut (în NBCUniversal) și distribuție (în calitate de ISP) au ridicat îngrijorări antitrust care au împiedicat efortul companiei din 2014 de a achiziționa Time Warner Cable. Aceste probleme și altele au făcut ca Comcast să fie numită "Cea mai proastă companie din America" de către The Consumerist în 2010 și 2014.